# Aéroport international Osmani
Pour les articles homonymes, voir Osmani.
L'aéroport international Osmani (code IATA : ZYL • code OACI : VGSY) est un aéroport du Bangladesh situé dans la ville de Sylhet.

## Situation
| Chittagong Dacca Sylhet Barisal Cox's Bazar Jessore Râjshâhî Saidpur |

## Compagnies et destinations
| Compagnies                | Destinations                                    | Refs. |
| ------------------------- | ----------------------------------------------- | ----- |
| Biman Bangladesh Airlines | Dacca-Shah Jalal, Londres-Heathrow , Manchester | [ 3 ] |
| Novoair                   | Dacca-Shah Jalal                                | [ 4 ] |
| US-Bangla Airlines        | Dacca-Shah Jalal                                | [ 5 ] |

Édité le 29/05/2020

La plupart des vols de la Biman Bangladesh Airlines, vers des villes comme Jeddah, Londres, Mascate ou encore Manchester (dès le début de l'année 2020) font une escale à Sylhet, et la compagnie vend les billets sur le tronçon ville-Sylhet